# 56e division d'infanterie (France)
Pour les articles homonymes, voir 56e division.
La 56e division d'infanterie est une division d'infanterie de l'armée de terre française qui a participé à la Première et à la Seconde Guerre mondiale.

## Chefs de corps
- 2 août - 15 septembre 1914 : général Micheler
- 16 septembre 1914 - 27 janvier 1916 : général de Dartein
- 28 janvier 1916 - 28 janvier 1917 : général Hellot
- 29 juin 1917 -… : général Demetz
- 1939 : général Michel
- 1940 : [[Jean Martin Gallevier de Mierry|général de Mierry (sl)]]

## La Première Guerre mondiale

### Composition au cours de laguerre
- 106e régiment d’infanterie de janvier 1917 à novembre 1918
- 132e régiment d’infanterie de janvier 1917 à novembre 1918
- 294e régiment d’infanterie d'août 1914 à janvier 1917
- 350e régiment d’infanterie d'août 1914 à janvier 1917
- 354e régiment d’infanterie d'août 1914 à juin 1916 et dissolution
- 355e régiment d’infanterie d'août 1914 à janvier 1917
- 361e régiment d’infanterie d'août 1914 à juin 1916 et dissolution
- 49e bataillon de chasseurs à pied de janvier 1917 à septembre 1918
- 65e bataillon de chasseurs à pied d'août 1914 à septembre 1918
- 66e bataillon de chasseurs à pied d'août 1914 à juillet 1915
- 69e bataillon de chasseurs à pied d'août 1914 à septembre 1918
- 42e régiment d’infanterie territoriale d'août 1918 à novembre 1918
- 8e régiment tirailleurs de marche de septembre 1918 à novembre 1918

### Historique

#### 1914
- 2 août 1914 : mobilisée dans la 6e région militaire.
- 9 - 17 août : transport par V.F. dans la région de Verdun, puis occupation des Hauts-de-Meuse, vers Creuë et Saint-Rémy.
- 17 - 26 août : couverture dans la région Boinville-en-Woëvre, Sponville, Lachaussée face à Metz. Le 25 août, combats sur l'Orne vers Olley et Buzy.
- 26 - 30 août : retrait du front et à partir du 28 août transport par V.F. de la région de Dieue-sur-Meuse, dans celle de Tricot.
- 30 août - 5 septembre : repli par Liancourt et Senlis vers Dammartin-en-Goële. Le 2 septembre, combat à Senlis et à Mortefontaine.
- 5 - 13 septembre : engagée dans la première bataille de la Marne. Du 5 au 10 septembre bataille de l'Ourcq ; combats vers Montgé, Saint-Soupplets et Marcilly. À partir du 10 septembre, poursuite par Betz jusque vers Mercin et Pernant.
- 13 - 30 septembre : engagée dans la première bataille de l'Aisne.
- 30 septembre - 2 octobre : retrait du front et mouvement vers Compiègne. À partir du 2 octobre, transport par V.F. de Compiègne à Montdidier.
- 3 - 14 octobre : occupation d'un secteur vers le bois des Loges (exclu) et Beuvraignes. Combats vers Beuvraignes et Tilloloy.
- 14 - 21 octobre : retrait du front ; repos au nord de Montdidier et travaux.
- 21 - 30 octobre : occupation d'un secteur vers Authuille et Fricourt.
- 30 octobre 1914 - 5 septembre 1915 : mouvement de rocade et occupation d'un secteur vers Hébuterne, Hannescamps et Berles-au-Bois.

19 novembre : éléments engagés sur l'attaque française de la ferme Toutvent.
7 juin 1915 : éléments engagés dans l'attaque sur la ferme Toutvent.

#### 1915
- 5 - 26 septembre : retrait du front (relève par l'armée britannique) ; repos et instruction vers Rollancourt. À partir du 17 septembre, transport par V.F. de la région d'Hesdin, dans celle d'Épernay et d'Oiry ; puis mouvement vers le camp de Châlons (vers la ferme de Piémont et le mont Frenet) ; stationnement.
- 26 septembre - 10 octobre : engagée dans la seconde bataille de Champagne (éléments aux ordres des 12e et 127e divisions). Attaques vers la ferme Navarin et la butte de Souain. À partir du 30 septembre, occupation d'un secteur au sud de la butte de Souain.

6 octobre : attaque dans ce secteur.
- 10 octobre - 21 novembre : retrait du front et repos vers Bussy-le-Château ; travaux.
- 21 novembre 1915 - 14 avril 1916 : mouvement vers le front et à partir du 25 novembre, occupation d'un secteur vers l'Épine de Vedegrange et le nord de la ferme des Wacques.

6 décembre : attaque allemande.
12 février 1916 : attaque allemande vers la ferme Navarin.
25 février et 15 mars : attaques françaises.

#### 1916
- 15 avril - 11 mai : retrait du front ; repos vers Suippes (éléments en secteur jusqu'au 4 mai).
- 11 - 31 mai : transport par camions à Verdun. Engagée à partir du 16 mai dans la bataille de Verdun, vers la ferme Thiaumont, le bois Nawé et les carrières d'Haudromont.

21 mai : attaque française sur les carrières d'Haudromont.
25 mai : violentes attaques allemandes.
- 31 mai - 23 juin : retrait du front ; transport par camions dans la région de Saint-Dizier et à partir du 7 juin, transport par V.F. dans la région d'Épernay ; repos vers Dormans.
- 23 juin - 7 septembre : mouvement vers le front et occupation d'un secteur entre le bois des zouaves et l'est de Reims.
- 7 -27 septembre : retrait du front ; repos et instruction vers Ville-en-Tardenois. À partir du 25 septembre, transport par V.F. dans la région de Roye.
- 27 septembre - 10 octobre : transport par camions dans la région de Bray-sur-Somme. Engagée dans la bataille de la Somme vers Morval et Combles, puis à partir du 5 octobre au nord de Frégicourt.

7 - 8 octobre : attaques françaises.
- 10 - 21 octobre : retrait du front ; repos vers Songeons.
- 21 octobre - 23 décembre : transport par camions vers le front et occupation d'un secteur vers Cléry-sur-Somme et la ferme de Bois l'Abbé.
- 23 décembre 1916 - 1er février 1917 : retrait du front ; transport par camions dans la région de Wavignies. À partir du 27 décembre, mouvement vers La Ferté-Milon, par Liancourt, Chamant et Nanteuil-le-Haudouin. Le 3 janvier 1917, mouvement vers Condé-en-Brie ; repos. À partir du 17 janvier instruction et repos vers Charly.

#### 1917
- 1er février - 5 avril : repos dans la région de l'Ourcq, puis le 6 mars travaux vers Villers-Cotterêts. Le 22 mars, mouvement vers le sud de Braine ; repos et instruction.
- 5 - 20 avril : mouvement vers le front ; occupation d'un secteur vers Moussy-sur-Aisne et l'est de Soupir. Le 16 avril, engagée dans la bataille du Chemin des Dames. Attaque en direction de la ferme des Bovettes. Le 18 avril, prise d'Ostel. Puis avance vers le canal de l'Oise à l'Aisne et l'Épine de Chevregny.
- 20 avril - 8 mai : retrait du front ; repos vers Soissons.
- 8 - 29 mai : occupation d'un secteur vers l'Épine de Chevregny et le canal de l'Oise à l'Aisne. À partir du 16 mai, mouvement de rocade et occupation d'un nouveau secteur vers la ferme Mennejean et le Panthéon.
- 29 mai - 5 juin : retrait du front ; transport par camions dans la région de Melun ; repos.
- 5 - 29 juin : transport par V.F. dans la région de Remiremont ; repos et instruction à Bruyères, puis à partir du 22 juin au Thillot.
- 29 juin 1917 - 22 janvier 1918 : occupation d'un secteur vers Leimbach et Metzeral, réduit à droite le 15 décembre jusque vers le ballon de Guebwiller.

#### 1918
- 22 janvier - 26 mars : retrait du front et mouvement vers le camp de Villersexel ; repos et instruction. À partir du 23 mars, transport par V.F. dans la région de Maignelay.
- 26 mars - 1er avril : engagée au fur et à mesure des débarquements dans la bataille de l'Avre (seconde bataille de Picardie) vers Domfront. Résistance à l'offensive allemande dans la région de Montdidier ; violents combats les 27, 28 et 30 mars, repli sur le front Ayencourt, l'ouest de Montdidier.
- 1er - 18 avril : retrait du front et à partir du 9 avril, transport par V.F. de la région de Crèvecœur-le-Grand dans celle de Lunéville et de Saint-Nicolas-du-Port.
- 18 avril - 25 juillet : occupation d'un secteur entre le Sânon et Bezange-la-Grande.
- 25 juillet - 9 août : retrait du front, repos vers Ludres ; à partir du 30 juillet, transport par V.F. de Bayon, dans la région de Beauvais ; repos vers Froissy.
- 9 août - 8 septembre : engagée entre Andechy et l'Avre dans la troisième bataille de Picardie. Attaque sur L'Échelle-Saint-Aurin ; le 26 août, prise de Saint-Mard et le 27 août de Roye. Poursuite jusqu'au canal du Nord, franchi le 4 septembre, puis jusqu'au sud de Ham.
- 8 septembre - 13 octobre : retrait du front ; repos vers Andechy et Arvillers. À partir du 29 septembre, mouvement vers Ham, stationnement au sud de Saint-Quentin.
- 13 - 31 octobre : mouvement vers le front. Engagée dans la bataille de Mont-d'Origny. Franchissement de l'Oise ; combats vers Origny-Sainte-Benoite et dans la région de Guise. Puis organisation des positions conquises.
- 31 octobre - 11 novembre : retrait du front et mouvement vers Roye. À partir du 8 novembre, transport par V.F. vers Mirecourt ; préparatifs d'offensive.

### Rattachements
- mobilisation : 3e groupement de réserve.
- août 1914 : 5e groupement de réserve.
- octobre 1914 : isolée.
- septembre 1915 : 6e corps d'armée

## Seconde Guerre mondiale

### Drôle de guerre
En cas d'intervention au Luxembourg, le groupe de reconnaissance de division d'infanterie de la 56e DI, le 63e GRDI, doit entrer dans ce pays en renforcement de la 3e division légère de cavalerie et de la 1re brigade de spahis pour y mener une action retardatrice.

### Composition
Le 10 mai 1940 la 56e DI, sous les ordres du général de Mierry (sl), est rattachée au corps d'armée colonial qui est intégré à la 3e armée.
À cette date la 56e division d'infanterie se compose de :
- 294e régiment d'infanterie
- 306e régiment d'infanterie
- 332e régiment d'infanterie
- 26e régiment d'artillerie divisionnaire
- 226e régiment d'artillerie lourde divisionnaire
- 63e groupe de reconnaissance de division d'infanterie
- et tous les services (Sapeurs mineurs, télégraphique, compagnie auto de transport, groupe sanitaire divisionnaire, groupe d'exploitation etc.)